# Amazonke
Ta članek opisuje ženske - bojevnice Amazonke. Za južnoameriško reko glej članek Amazonka.
Amazonke so bile v grški mitologiji ljudstvo žensk bojevnic. Živele naj bi v Kapadokiji in bile potomke boga Aresa in nimfe Harmonije. Vodila jih je kraljica. Bojevnice naj bi imele spolni odnos samo enkrat na leto, edina naloga moških pa je bila zaploditi potomce. Desno dojko so si odrezale ali odžgale, da jih ne bi ovirala pri streljanju z lokom. Proti njim so se bojevali Heraklej, Bellerophontes, Ahil in Tezej.
Po izročilu so si morale torej Amazonke že kot deklice ozžgati prsi in iz tega so dobile ime: »amazoi« pomeni »brezprsnice«.

## Hipoteze za realno jedro mita o Amazonkah
Mogoče je, da so bili osnova za nastanek mita o Amazonkah Sarmati. V Ukrajini so našli številne sarmantske grobove (Kurgane), v katerih so našli ženska okostja z orožjem in ostalo bojno opremo. Na orožju so sledi uporabe.
Pred kratkim sta ruski arheolog Leonid Jablonskij in ameriška arheologinja Jeannine Davis-Kimbal v južni Rusiji izkopala 2500 let stare grobove žena, ki imajo deformirane kosti nog, kar kaže na to, da so veliko jezdile, v grobovih pa so našli tudi orožje.

## Amazonke v grški mitologiji
Homer v Iliadi Amazonke omenja na dveh mestih:
- (Iliada VI/186) V povezavi z mitom o Bellerophontu. Po tej navedbi se ta je grški heroj med bivanjem v Likiji bojeval proti Amazonkam
- (Iliada III/184) Priam naj bi se v mladosti bojeval na strani Phirygerjev, ko so lete napadli Amazonke. Saga o tem boju ni ohranjena, Homer pa predpostavlja, da jo bralec pozna. Prav tako predpostavlja bralčevo poznavanje mitov o Amazonkah. Po tem lahko sklepamo, da so sage o Amazonkah obstajale že pred Homerjem.

Po kasnejših virih naj bi bilo glavno mesto amazonskih plemen (Themiskaia) ob reki Thermodon v območju Ponta v severovzhodni Mali Aziji. Amazonska plemena so imela zasedeno Kapodokojo, Samothrake in otok Esbos. Tezej, mitološki kralj Aten, je ugrabil amazonsko kraljico Antiopo, sestro Hipolyte, jo odvedel v Atene in vzel za ženo. Da bi se maščevale, so Amazonke vdrle v Grčijo, oropale nekaj mest in oblegale Atene. Med boji je bila ubita Antiopa. Njeno sestro Hipolyte je kasneje ubil Heraklej, ko je prišel v deželo Amazonk, da bi odnesel magični kraljičin pas. Med trojansko vojno, ko niso bile več tako močne, so pod vodstvom kraljice Penthesileje priskočile na pomoč Trojancem in Grkom povzročile resne težave. Ti so zmagali le z velikimi napori, kraljica pa je bila ubita v dvoboju z Ahilom.
Herodot je v 5. stoletju pr. n. št. zapisal, da so med Kaspijskim jezerom in Črnim morjem bivajoči Sauromati (te prištevajo med Sarmate) potomci Skitov in Amazonk.
Herodot opisuje (po njegovem mnenju) čudne navade pri Likijcih. V njegovih časih so otroci dobili imena po materah. Otrokov status je bil prav tako odvisen od statusa matere. Če je bila mati svobodna, je bil svoboden tudi otrok, ne glede na status očeta. To kaže na zelo visok položaj žensk v Likiji, ki jo je Herodot prepotoval.
Obstaja veliko legend o nastanku mest. Amazonke naj bi ustanovile mesta Kyme, Myrne in Paphos.

## Amazonke v rimski mitologiji
Diodorus Siculus omenja Amazonke v severozahodni Afriki, ki so živele pred maloazijskimi in osvojile celotno severno Afriko. V tej povezavi se govori o libijskih Amazonkah, ki jih je omenil že Herodot. V nekem kasnejšem delu pride Didor v nasprotje s prejšno trditvijo. Maloazijske in libijske Amazonke, ki jih je prej dosledno ločeval, se tu pomešajo.
Seuton, rimski zgodovinar iz 1.stoletja, piše, da so Amazonke nekoč obvladovale velik del Azije. Še v 5. stoletju so Črno morje imenovali tudi Amazonsko morje.

## Ostale navedbe o Amazonkah
V dveh demotskih papirusih iz Egipta so opisana dela faraona Petubastisa (približno 818 - 793 pr. n. št.). Tu je opisan boj faraona z Amazonkami pod vodstvom kraljice Sarpot. Kasneje so se Egipčani in Amazonke bojevali skupaj proti deželi Hintu. Ker so te zgodbe nastale dolgo po Petubasisu, jih težko uvrščamo med negrške vire ,ker so nanje lahko vplivali grški in/ali orientalski miti.

## Amazonska ljudstva v nordijskih deželah
Tudi Valkire, bojevnice v Valhali iz nordijskih sag, lahko obravnavamo kot Amazonke. Vsekakor pa so bile Valkire najprej duhovi mrtvih in šele v poznogermanskih mitih postanejo ljudje.
Pri Vikingih so obstajale resnične Amazonke (poglavarke in poveljnice vojska). Norveško floto, ki je v 10. stoletju napadla Irsko in popolnoma uničila Ulster, je vodila ženska, ki so jo imenovali Rdeča ženska.
Na Irskem so do 7. stoletja obstajale bojevnice, potem pa je krščanska cerkev ženskam prepovedala nošenje orožja.

## Amazonska ljudstva v ostalih delih sveta
Tudi v ostalih delih sveta so obstajala ljudstva Amazonk.
Tako je bil Krištof Kolumb zelo presenečen, ko je videl žene iz plemena Arawak, ki so se bojevale skupaj z moškimi.
Tudi reka Amazonka je domnevno poimenovana po bojevitem plemenu Amazonk. Opisal jih je Francisko de Orellana, udeleženec odprave Pizzara, toda njihov dejanski obstoj je dvomljiv. Kot pri Grkih je tudi tu težko ločiti med legendami in zgodovino.